# Frank Bayreuther
Frank Bayreuther (* 1967 in Selb) ist ein deutscher Rechtswissenschaftler.

## Leben
Nach dem Abitur in Erlangen studierte er Rechtswissenschaften an der Universität Augsburg (dort 1. Staatsexamen 1994). Es folgten das Referendariat in Augsburg und New York City sowie die 2. juristische Staatsprüfung in München 1996. Seine Promotionsarbeit 1999 an der FU Berlin mit einem fächerübergreifenden Thema zur rechtlichen Einordnung des wirtschaftlich-existenziell abhängigen Unternehmens (Betreuer: Franz Jürgen Säcker) wurde mit dem Ernst-Reuter-Preis der Freien Universität Berlin ausgezeichnet. Danach war er wissenschaftlicher Mitarbeiter am Institut für Wirtschafts- und Arbeitsrecht der Universität Erlangen-Nürnberg (Schwerpunkte neben dem Arbeitsrecht: Kartellrecht, Urheberrecht, gewerblicher Rechtsschutz). Er war Richter in der Arbeitsgerichtsbarkeit des Landes Baden-Württemberg (Arbeitsgerichte Stuttgart und Ulm). Nach der Habilitation 2003 in Erlangen-Nürnberg über Tarifautonomie als kollektiv ausgeübte Privatautonomie lehrte er von 2004 bis 2006 als Professor für Europäisches und Deutsches Bürgerliches und für Arbeitsrecht an der TU Darmstadt. Einen Ruf auf den Lehrstuhl für Bürgerliches Recht, Wirtschafts- und Arbeitsrecht an der Universität Kiel (W 3) lehnte er ab. Bei der Bewerbung auf eine Professur für Bürgerliches Recht und Arbeitsrecht an der Universität Augsburg kam er auf den 1. Listenplatz. Von 2006 bis 2010 war er Universitätsprofessor für Bürgerliches Recht und Arbeitsrecht an der Freien Universität Berlin. Seit Sommersemester 2010 ist er Inhaber des Lehrstuhls für Bürgerliches Recht und Arbeitsrecht an der Universität Passau.

## Schriften (Auswahl)
- Wirtschaftlich-existenziell abhängige Unternehmen im Konzern-, Kartell- und Arbeitsrecht. Zugleich ein Beitrag zur rechtlichen Erfassung moderner Unternehmensverträge. Berlin 2001, ISBN 3-428-10082-4.
- mit Reinhard Richardi: Kollektives Arbeitsrecht. München 2023, ISBN 978-3-8006-6893-9.
- Fälle zum Urheberrecht und gewerblichen Rechtsschutz. München 2001, ISBN 3-406-47699-6.
- Die Durchsetzung des Anspruchs auf Vertragsanpassung beim Wegfall der Geschäftsgrundlage. Baden-Baden 2004, ISBN 3-8329-0669-X.
- Tarifautonomie als kollektiv ausgeübte Privatautonomie. Tarifrecht im Spannungsfeld von Arbeits-, Privat- und Wirtschaftsrecht. München 2005, ISBN 3-406-52784-1.